# اسمپ
اسمپ (به ژاپنی: スマップ SMAP)، یک گروه پسر ژاپنی متشکل از ماساهیرو ناکایی، شینگو کاتوری. تسویوشی کوساناگی، گورو ایناگاکی، تاکویا کیمورا بود.